# Barbara cieszyńska
Barbara (ur. między 1449 a 1453, zm. między 1494 a 12 maja 1507) – księżniczka cieszyńska z dynastii Piastów.
Córka księcia cieszyńskiego Bolesława II i Anny, córki księcia bielskiego Iwana, a zarazem siostrzenicy królowej polskiej Zofii Holszańskiej. Żona księcia żagańskiego Baltazara, a po jego śmierci księcia zatorskiego Jana V.
Urodziła się na krótko przed lub tuż po śmierci ojca. Wychowywała ją matka Anna i stryj Przemysław II. Między 4 września a 12 grudnia 1469 została wydana za księcia żagańskiego Baltazara. W czasie konfliktu z Janem II żagańskim jej mąż został uwięziony, a ona skazana na wygnanie. Związek ten nie trwał długo, trzy lata później jej małżonek zmarł (15 lipca 1472), a owdowiała Barbara powróciła do Cieszyna. Kolejny raz Piastówna wyszła za mąż około 1476. Młodą wdowę poślubił książę zatorski Jan V. Zarówno z małżeństwa z Baltazarem jak i z Janem V Barbara nie urodziła potomstwa.
Ani data śmierci Piastówny, ani miejsce jej pochówku nie są znane.